# 沈裕谋
沈裕谋（1971年8月—），男，汉族，湖南浏阳人，中华人民共和国政治人物，中国共产党党员，在职研究生学历，经济学博士。

## 生平
沈裕谋于1994年12月加入中国共产党。大学毕业后进入国营企业任职，1998年7月出任中共文家市镇党委书记，2001年4月升任中共浏阳市委常委，中共浏阳市委办公室主任。2004年7月调任中共长沙市开福区委常委、区委办公室主任，区委机关工委书记，2006年6月升任正处级干部，任中共长沙市开福区委常委，长沙金霞经济开发区党工委书记，2011年6月升任中共长沙市开福区委副书记，并于2014年7月起兼任中共长沙市开福区委党校校长。
2015年8月18日，沈裕谋当选为长沙市开福区人民政府区长。2016年7月升任中共长沙市开福区委书记。2019年3月调任长沙经济技术开发区党工委书记、中共长沙县委书记，同年12月兼任长沙高铁新城党工委书记，2020年12月升任中共长沙市委常委，2021年3月兼任中国（湖南）自由贸易试验区长沙片区会展党工委书记及临空党工委书记。
2021年8月2日，升任湖南省商务厅党组书记。同年9月29日，湖南省第十三届人大常委会第二十六次会议决定任命沈裕谋为湖南省商务厅厅长。2023年3月，兼任中国（湖南）自由贸易试验区工作办公室主任。

## 荣誉
2021年6月29日，中共中央组织部决定授予沈裕谋“全国优秀县委书记”荣誉称号。他是继余合泉之后，第二个获得“全国优秀县委书记”荣誉称号的中共长沙县委书记，后者于1995年获得同称号。